# 荒西祐大
荒西 祐大（あらにし ゆうだい、1992年8月25日 - ）は、熊本県玉名市出身のプロ野球選手（投手）、野球指導者。右投右打。

## 経歴

### プロ入り前
玉名市立玉水小学校在学中に天水少年野球クラブで野球を始める。天水中学校時代は同校の軟式野球部に所属。
2008年、中学卒業とともに熊本県立玉名工業高等学校に進学し、1年夏からベンチ入り。2年からはエースを務めたが、3年夏（2010年）は熊本県大会4回戦で牧原大成を擁する城北に敗れ、高校3年間を通じて甲子園出場は果せなかった。
2011年、高校卒業後は社会人野球のHonda熊本に入社。8年間の在籍中に都市対抗野球大会に7回出場した。2017年には第88回都市対抗野球大会1回戦の日本製紙石巻戦で10奪三振の完封勝利を挙げる。同年11 - 12月に開催されたアジアウインターベースボールリーグではJABA選抜チームに選出され、5試合登板で9イニングを被安打8、6奪三振、1四球、防御率0.00の成績を残した。2018年はアジア競技大会の野球日本代表に選出され、6試合登板で6回2/3を被安打4、8奪三振、無四球、防御率0.00の成績を残し、日本の銀メダル獲得に貢献した。
2018年10月25日に行われた2018年度ドラフト会議でオリックス・バファローズから3位指名を受けた。Honda熊本入社から8年をかけてのドラフト指名となり、また26歳での指名は同年ドラフトにおける最年長指名でもあった。契約金6500万円・年俸1100万円（推定）の条件で契約を結び、背番号は15となった。担当スカウトは山口和男。背番号15は、2018年限りで現役を引退したHondaの先輩に当たる佐藤達也の背番号を引き継いだものであり、荒西も「素晴らしい番号を頂いたので、大先輩である佐藤達也さんのように、結果を残しファンに愛される選手になりたい」と抱負を語った。

### オリックス時代
2019年は開幕を二軍で迎える。4月16日に中継ぎ要員として一軍昇格し、同日の北海道日本ハムファイターズ戦でプロ初登板を果たしたが、3試合の登板のみで4月22日に登録抹消された。その後6月13日の中日ドラゴンズ戦でプロ初先発し、6回で8安打を打たれつつも要所を締め無失点に抑えたが、打線の援護なく勝敗はつかず。2度目の先発となった6月22日の広島東洋カープ戦（MAZDA Zoom-Zoom スタジアム広島）で、5回1/3を1失点でプロ初勝利を挙げた。
2020年は先発ローテーション入りを期待され、開幕前には投球フォームをスリークォーターからプロ入り前のサイドスローに変更。6月4日、福岡ソフトバンクホークスとの練習試合で先発登板するも、3回2失点での降板となった。シーズン開幕後は29試合に登板したが、先発登板はなく全て中継ぎでの登板となり、防御率4.88でシーズンを終えた。
2021年は一軍登板がなく10月5日に戦力外通告を受けた。
なお、2021年12月8日メットライフドームで行われた、12球団合同トライアウトに参加し、打者3人に対し3奪三振を記録し、球速はサイドスローで145km/hを記録した。

### BCL・信濃時代
2022年1月14日、ベースボール・チャレンジ・リーグ（ルートインBCリーグ）の信濃グランセローズに選手兼任投手コーチとして入団することが発表された。発表に際してのコメントで、NPB復帰を目指すと述べた。初年度は7勝3敗、防御率2.29の成績を挙げ、勝利数と防御率はいずれもチームで2番目だった。この年、信濃は地区優勝を達成したためポストシーズンゲームに進出し、茨城アストロプラネッツとのプレーオフ第2戦、および高知ファイティングドッグスとのグランドチャンピオンシップ（GCS）準決勝にそれぞれ先発して勝利投手となった。シーズン終了後の10月14日に、2023年シーズンも選手兼任コーチとして留任することが発表された。
独立リーグ2年目となる2023年シーズンはNPB復帰の意欲が薄れ、現役としてチームの勝利に貢献する投球をする以外に、兼任コーチとして若い選手を育てることにやりがいを見出すようになった。シーズン終了後の10月5日、自身の申し出によるコーチの退任と選手としての自由契約が発表され、信濃を退団した。

### KAL・熊本時代
2023年10月18日、出身地である熊本県に所在する、九州アジアリーグ（ヤマエグループ 九州アジアリーグ）の火の国サラマンダーズに選手兼任投手コーチとして入団が内定したことが発表された。発表に際してのコメントでは、熊本の野球界への恩返し、チームのGCS3連覇を掲げている。
2024年2月15日、シーズン開幕を前に退任したロバート・ローズの後を受けて、監督代行に就任した。同年シーズンは終了まで監督代行を続け、終了後の11月22日に小斉祐輔の監督就任に伴い投手兼任ヘッドコーチに変更となることが発表された。

## 選手としての特徴・人物
最速149km/hのストレートを投じる。変化球はスライダーのキレを武器とし、シンカーも用いる。打者の両サイドに投げ分けるコントロールの良さと、強気のピッチングスタイルが持ち味。投球フォームは、社会人時代にサイドスローで投げていたが、プロ入り後に徐々に腕の角度を上げてスリークォーター気味のフォームになったが、2020年に再度サイドスローに戻している。
愛称は「あらちゃん」。

## 詳細情報

### 年度別投手成績
| 年 度     | 球 団      | 登 板 | 先 発 | 完 投 | 完 封 | 無 四 球 | 勝 利 | 敗 戦 | セ 丨 ブ | ホ 丨 ル ド | 勝 率 | 打 者 | 投 球 回 | 被 安 打 | 被 本 塁 打 | 与 四 球 | 敬 遠 | 与 死 球 | 奪 三 振 | 暴 投 | ボ 丨 ク | 失 点 | 自 責 点 | 防 御 率 | W H I P |
| --------- | ---------- | ----- | ----- | ----- | ----- | -------- | ----- | ----- | -------- | ----------- | ----- | ----- | -------- | -------- | ----------- | -------- | ----- | -------- | -------- | ----- | -------- | ----- | -------- | -------- | ------- |
| 2019      | オリックス | 13    | 8     | 0     | 0     | 0        | 1     | 4     | 0        | 0           | .200  | 221   | 51.2     | 55       | 6           | 18       | 0     | 2        | 42       | 1     | 0        | 32    | 32       | 5.57     | 1.41    |
| 2020      | オリックス | 29    | 0     | 0     | 0     | 0        | 0     | 0     | 0        | 3           | ----  | 135   | 31.1     | 31       | 6           | 11       | 0     | 2        | 21       | 1     | 0        | 18    | 17       | 4.88     | 1.34    |
| 通算：2年 | 通算：2年  | 42    | 8     | 0     | 0     | 0        | 1     | 4     | 0        | 3           | .200  | 356   | 83.0     | 86       | 12          | 29       | 0     | 4        | 63       | 2     | 0        | 50    | 49       | 5.31     | 1.39    |

- 2021年度シーズン終了時

### 年度別守備成績
| 年 度 | 球 団      | 投手  | 投手  | 投手  | 投手  | 投手  | 投手     |
| 年 度 | 球 団      | 試 合 | 刺 殺 | 補 殺 | 失 策 | 併 殺 | 守 備 率 |
| ----- | ---------- | ----- | ----- | ----- | ----- | ----- | -------- |
| 2019  | オリックス | 13    | 0     | 6     | 1     | 1     | .857     |
| 2020  | オリックス | 29    | 2     | 7     | 0     | 1     | 1.000    |
| 通算  | 通算       | 42    | 2     | 13    | 1     | 2     | .938     |

- 2021年度シーズン終了時

### 記録
初記録
投手記録
- 初登板：2019年4月16日、対北海道日本ハムファイターズ4回戦（京セラドーム大阪）、9回表に4番手で救援登板・完了、1回無失点
- 初奪三振：2019年4月20日、対東北楽天ゴールデンイーグルス5回戦（楽天生命パーク宮城）、4回裏に茂木栄五郎から空振り三振
- 初先発：2019年6月13日、対中日ドラゴンズ3回戦（京セラドーム大阪）、6回無失点で勝敗つかず
- 初勝利・初先発勝利：2019年6月22日、対広島東洋カープ2回戦（MAZDA Zoom-Zoom スタジアム広島）、5回1/3を1失点
- 初ホールド：2020年7月26日、対東北楽天ゴールデンイーグルス9回戦(楽天生命パーク宮城)、7回裏に3番手で救援登板、2/3回無失点

打撃記録
- 初打席：2019年6月22日、対広島東洋カープ2回戦（MAZDA Zoom-Zoom スタジアム広島）、3回表にアドゥワ誠から空振り三振

### 独立リーグでの年度別投手成績
| 年 度    | 球 団    | 登 板 | 先 発 | 完 投 | 完 封 | 無 四 球 | 勝 利 | 敗 戦 | セ 丨 ブ | ホ 丨 ル ド | 勝 率 | 打 者 | 投 球 回 | 被 安 打 | 被 本 塁 打 | 与 四 球 | 敬 遠 | 与 死 球 | 奪 三 振 | 暴 投 | ボ 丨 ク | 失 点 | 自 責 点 | 防 御 率 | W H I P |
| -------- | -------- | ----- | ----- | ----- | ----- | -------- | ----- | ----- | -------- | ----------- | ----- | ----- | -------- | -------- | ----------- | -------- | ----- | -------- | -------- | ----- | -------- | ----- | -------- | -------- | ------- |
| 2022     | 信濃     | 17    | 17    | 2     | 0     | 0        | 7     | 3     | 0        | 0           | .700  | 443   | 114.0    | 104      | 4           | 6        | -     | 5        | 90       | 0     | 0        | 33    | 29       | 2.29     | 0.96    |
| 2023     | 信濃     | 17    | 14    | 1     | 0     | 0        | 7     | 5     | 0        | 0           | .583  | 350   | 85.1     | 83       | 6           | 18       | -     | 1        | 79       | 2     | 0        | 29    | 27       | 2.85     | 1.18    |
| 2024     | 火の国   | 6     | 2     | 0     | 0     | 0        | 1     | 0     | 1        | 0           | 1.000 | 45    | 11.1     | 12       | 1           | 2        | -     | 1        | 13       | 1     | 0        | 7     | 7        | 5.56     | 1.24    |
| BCL：2年 | BCL：2年 | 34    | 31    | 3     | 0     | 0        | 14    | 8     | 0        | 0           | .636  | 793   | 199.1    | 187      | 10          | 24       | -     | 6        | 169      | 2     | 0        | 62    | 56       | 2.53     | 1.06    |
| KAL：1年 | KAL：1年 | 6     | 2     | 0     | 0     | 0        | 1     | 0     | 1        | 0           | 1.000 | 45    | 11.1     | 12       | 1           | 2        | -     | 1        | 13       | 1     | 0        | 7     | 7        | 5.56     | 1.24    |

- 2024年シーズン終了時

### 背番号
- 15（2019年 - 2021年）
- 20（2022年 - ）

### 登場曲
- 「シグナル」WANIMA（2019年 - ）